# Jean-Philippe Javary
Pour les articles homonymes, voir Javary.
Jean-Philippe Javary est un footballeur français né le 10 janvier 1978 à Montpellier. Il joue au poste de milieu de terrain du milieu des années 1990 au début des années 2010.

## Carrière
- 1995-1998 :  Montpellier HSC
- 1998-1999 :  Espanyol Barcelone
- 1999- janv. 2000 :  ASOA Valence
- janv. 2000 - fév. 2000 :  Kirkcaldy YMCA F.C.
- fév. 2000 - 2000 :  Raith Rovers
- août 2000 - mars 2001 :  Brentford FC
- mars 2001 :  Plymouth Argyle (essai non concluant)
- mars 2001 - oct. 2001 : sans club
- oct. 2001 - nov. 2001 :  Partick Thistle
- nov. 2001 - mars 2002 :  Raith Rovers
- mars 2002 -janv. 2003 :  Sheffield United
- janv. 2003 :  Walsall FC
- fév. 2003 - 2003 :  Sheffield United
- 2003-2004 :  AS Excelsior
- 2004-2005 :  Hamilton Academical
- 2005-2007 :  AS Excelsior
- 2007- 2008 :  FC Avirons
- 2008 - 2009 :  AS Perpignan Méditerranée
- 2009 - 2012 :  Perpignan Canet FC
- 2012 - ... :  OC Perpignan[1]

## Palmarès
- Vainqueur du championnat d'Europe des moins de 19 ans 1996 avec l'équipe de France des moins de 19 ans
- Vainqueur de la Coupe Gambardella en 1996 avec le Montpellier HSC